# کلایو بیرچام
کلایو بیرچام (انگلیسی: Clive Bircham؛ زادهٔ ۷ سپتامبر ۱۹۳۹) بازیکن فوتبال اهل بریتانیا است.
از باشگاه‌هایی که در آن بازی کرده‌است می‌توان به باشگاه فوتبال هارتل پول یونایتد اشاره کرد.